# Thaylor Lubanzadio
Brian Thaylor Lubanzadio Aldama (Bilbao, Vizcaya, 27 de febrero de 1994), más conocido como Thaylor, es un futbolista hispano-angoleño que juega como delantero en el Hibernians Football Club de Malta.

## Trayectoria
Es un delantero formado en la cantera del Danok Bat, club de formación situado en Bilbao. En verano de 2012, con 18 años, fichó por el Celta de Vigo. En su primera temporada, comenzó en el juvenil celeste, donde coincidió con Santi Mina, aunque acabó en el filial, un Celta B que militaba en Tercera División y con el que disputó la fase de ascenso a 2ª División B, subiendo de categoría al fin de la misma. Además, disputó como titular la final de Copa de Campeones ante el Sevilla (2-3).
Las dos siguientes campañas (2013-2014 y 2014-2015) permaneció en el Celta B, en 2ª División B, jugando 54 partidos (26 de ellos como titular) y marcando 8 goles. Jugó tanto en punta del ataque como extremo. Era uno de los capitanes del filial y aunque el club vigués quiso renovarle, tras acabar contrato el 30 de junio de 2015, se comprometió con la S.D. Eibar. Durante la temporada jugó con el C.D. Vitoria, equipo filial armero en Tercera División y realizó los entrenamientos con el primer equipo guipuzcoano. Acudió a una convocatoria del primer equipo, un partido de Copa en Las Palmas, sin llegar a debutar. En la temporada 2016-2017, la S.D. Eibar cedió al jugador, junto con otros tres compañeros, a la U.D. Logroñés.
En enero de 2017 se incorporó, también a préstamo, al Real Unión. El 22 de febrero de 2017 se vio envuelto en un caso de racismo al recibir insultos por parte de Marc Trilles, un jugador del Atlético Saguntino, durante un partido correspondiente a la Copa Federación. Sin embargo, fue el jugador vasco el que recibió una sanción de cuatro partidos y 600 euros por recriminar al árbitro que no interviniera. Días después, el central castellonense pidió disculpas.
En septiembre de 2017 se incorporó al Caudal de Mieres, tras haber rescindido contrato con el club eibarrés. En enero de 2018, se incorporó al CD Basconia de Tercera División, segundo filial del Athletic Club, que se encontraba 17º. El 22 de enero de 2019 fue presentado como nuevo jugador del Coruxo de la Segunda B.
En enero de 2020, tras seis meses sin equipo, firmó por el Club Portugalete de la Tercera División. En junio de 2021 firmó un contrato de una temporada con el Paola Hibernians Football Club de la Premier League de Malta.

## Selección nacional
Posee la nacionalidad española y angoleña, país originario de su padre.

## Clubes
| Club                            | País   | Temporada   | Partidos | Goles |
| ------------------------------- | ------ | ----------- | -------- | ----- |
| Danok Bat                       | España | 2011–2012   |          |       |
| Real Club Celta de Vigo Juvenil | España | 2012–2013   |          |       |
| Real Club Celta de Vigo "B"     | España | 2012–2015   | 67       | 9     |
| C.D. Vitoria                    | España | 2015–2016   |          |       |
| U.D. Logroñés Cedido            | España | 2016        | 14       | 0     |
| Real Unión Club Cedido          | España | 2017        | 10       | 0     |
| Caudal Deportivo                | España | 2017        | 14       | 0     |
| CD Basconia                     | España | 2018        | 28       | 4     |
| Coruxo Fútbol Club              | España | 2019        | 9        | 0     |
| Club Portugalete                | España | 2020 - 2021 | 36       | 4     |
| Hibernians FC                   | Malta  | 2021 - Act  | 0        | 0     |